# DKW F7
DKW F7 (F — от нем. Front, «передний») — автомобиль фирмы DKW, выпускавшийся с 1936 по 1939 год. Выпускался с четырёхместными кузовами «седан», «кабриолет», а также с двухместными «купе», «кабриолет», «пикап» и «фургон». Преемник модели DKW F5.

## Конструктивные особенности

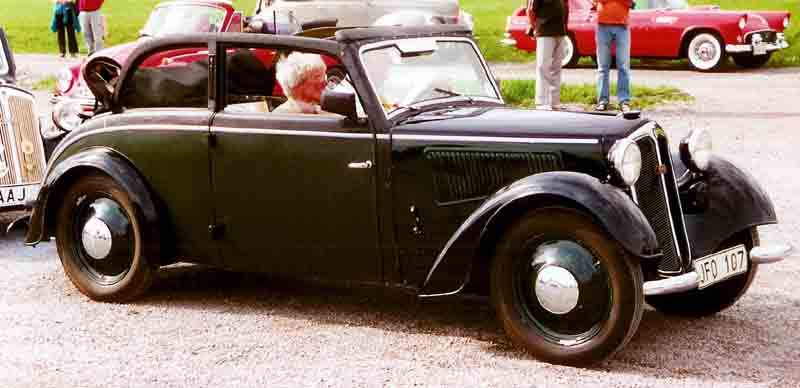
DKW Meisterklasse F7-700 Cabrio-Limousine (1937)

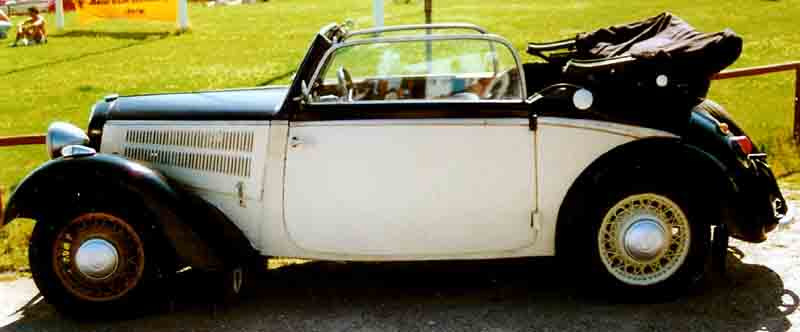
DKW Front Luxus Cabriolet F7-700 (1938)

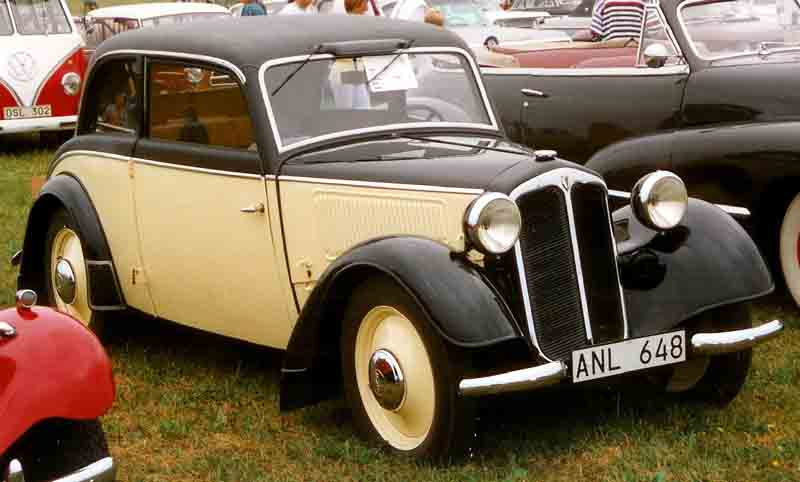
DKW F7 Meisterklasse.

Двигатель — двухтактный, жидкостного охлаждения, установлен поперек автомобиля, оснащён династартером. Рама хребтовая, рулевой механизм — реечный, привод тормозов — механический. Передняя подвеска — независимая, на двух поперечных рессорах, задняя — зависимая, на поперечной рессоре. Кузов — с клеёным буковым каркасом со стальными усиливающими накладками, обшивкой из армированной фанеры толщиной 5 мм и декоративной обтяжкой ледерином (сорт кожзама). Из металла изготавливались щит передка, крылья и створки капота. В 1938 году Киитиро Тойода разработал модель Toyota EA как копию седана DKW F7, но его производство было предотвращено из-за ограничений военного времени.

## Комплектации
- Reichsklasse
- Meisterklasse — более дорогая комплектация с более мощным двигателем, шинами меньшего диаметра, муфтой свободного хода в трансмиссии, централизованной смазка узлов шасси, указателем уровня топлива, хромированными колпаками колес и улучшенной отделкой кузова.
- Front Luxus Cabriolet

## Техническая характеристика
| комплектация        | Reichsklasse        | Meisterklasse       | Front Luxus Cabriolet |
| Двигатель           | число цилиндров — 2 | число цилиндров — 2 | число цилиндров — 2   |
| Диаметр х Ход       | 74 мм x 68 мм       | 76 mm x 76 мм       | 76 мм x 76 мм         |
| рабочий объём       | 584 см³             | 692 см³             | 692 см³               |
| мощность (л. с.)    | 18                  | 20                  | 20                    |
| Расход топлива      | 7 л/100 км          | 7 л/100 км          | 7 л/100 км            |
| наибольшая скорость | 80 км/ч             | 85 км/ч             | 85 км/ч               |
| Размер шин          | 4,00—19             | 4,50—17             | 4,50—17               |